# Llibre blanc de Catalunya
El Llibre blanc de Catalunya fou una obra col·lectiva publicada el 1956 a l'Argentina de reivindicació de la història de Catalunya.

Per iniciativa dels exiliats catalans d'Argentina, el 1956 el Casal de Catalunya de Buenos Aires i la revista Catalunya van publicar l'obra col·lectiva Llibre blanc de Catalunya, en què a través de 21 capítols es resumeix la història i l'actualitat de Catalunya per donar visibilitat a la reivindicació catalanista i demòcrata durant el franquisme, tal com es recull en el pròleg:
És una modesta obra inspirada en el desig de posar en evidència la superioritat espiritual d'una cultura mil·lenària sobre les turbulències destructives de les aparents conquistes marcials. Hi hem reunit alguns informes sintètics sobre el significat històric-sociològic del problema català. No ens ha inspirat cap sentiment secessionista, sinó el de cenyir-nos al problema concret que ens afecta objectivament com un de tants aspectes actuals del magne problema estructural de la democràcia universal.
El director de l'obra fou el metge Joan Rocamora, i comptà amb la participació de, entre d'altres, l'historiador Pere Bosch Gimpera, el filòleg Joan Coromines, el poeta Josep Carner i els germans polítics i metges August i Carles Pi i Sunyer, a més d'una presentació de Pau Casals.
Se'n feu una tirada inicial en català de 800 exemplars i després una segona versió amb 2.500 exemplars en un únic volum en castellà, anglès i francès.